# Leonidas Gorbachov
Leonidas Eduardovich Gorbachov (en ruso, Леони́д Эдуа́рдович Горбачёв) es un obispo ruso, Metropolitano de Klin y antiguo exarca del Exarcado Patriarcal de África, una división administrativa de la Iglesia Ortodoxa Rusa.
Su nombramiento generó controversia en la Iglesia Ortodoxa de Alejandría, quien considera que el exarcado ruso viola su jurisdicción canónica. La Iglesia Rusa por su parte, defendió la creación del exarcado basándose en el reconocimiento del Patriarca Teodoro II de Alejandría a la Iglesia Ortodoxa de Ucrania, una institución cismática desde el punto de vista ruso.

## Biografía

### Primeros años
Nació el 26 de octubre de 1968, en Stávropol y desde 1970, su familia vivió en Krasnodar . Se graduó de la escuela secundaria en 1985. Entre 1985 y 1986, fue asistente de laboratorio. Durante esos mismos años, fue sacristán de la Iglesia de San Jorge en Krasnodar . En 1986-1988 sirvió en las Fuerzas Armadas de la URSS.
Entre 1988-1989, fue lector y cantante de la Iglesia de San Jorge en Krasnodar y subdiácono. Entre 1989-1992 estudió en el Seminario Teológico de Leningrado.

### Episcopado
El 29 de mayo de 2013 fue nombrado obispo de la Eparquía rusa de Argentina y Suramérica, cargo que ocupó desde el 17 junio del mismo año hasta el 3 de junio de 2016. Antes de viajar a Suramérica, fue el representante del Patriarcado de Moscú en el Patriarcado de Alejandría, cargo que ocupó desde diciembre de 2004 hasta el 16 de julio de 2013, cuando viajó desde El Cairo hasta Argentina.
En 2016 fue nombrado obispo de Vladikavkaz y Alania. El 27 de diciembre de 2016 fue nombrado admnistrado apostólico de las parroquias de la Iglesia Ortodoxa Rusa en Armenia y el 4 de diciembre de 2017 fue elevado al rango de arzobispo. Así mismo, ocupó cargos como vocero en las relaciones ecuménicas de la Iglesia Rusa y otras confesiones cristianas.
El 24 de septiembre de 2021 fue relevado de su cargo como obispo de Vladikavkaz y nombrado vicario del Patriarca de Moscú con el título de "Arzobispo de Klin" con sede en la Iglesia de Todos los Santos en Moscú. El 15 de octubre de 2021, por decisión del Santo Sínodo de la Iglesia Ortodoxa Rusa, en relación con la formación de la Diócesis de Ereván y Armenia, fue nombrado su administrador, mientras conservaba el cargo de vicepresidente del Departamento de Relaciones Eclesiásticas del Patriarcado, cargo que ocupada desde octubre de 2019.

### Exarca Patriarcal de África
Por decisíón del Patriarca Kiril, estuvo encargado de las solicitudes de ingreso a la Iglesia Ortodoxa Rusa por parte de clérigos de la Iglesia Ortodoxa de Alejandría. El 29 de diciembre de 2021, por decisión del Santo Sínodo, fue nombrado Exarca Patriarcal de África, asignándole a su vez, la Diócesis África del Norte y la administración interina de África del Sur. Su nombramiento implico su relevo como vicepresidente del Departamento de Relaciones Eclesiásticas, pero conservó la administración interina de la diócesis de Ereván-Armenia.
El 7 de enero de 2022, en la catedral de Moscú, fue elevado al rango de metropolitano. En mayo del mismo año, el Sínodo Ruso aprobó el reglamento interno del exarcado.
En mayo de 2022, comenzó su visita pastoral por el continente africano, enfrentándose a la resistencia de los jerarcas alejandrinos, que ya denunciaban la creación del exarcado como una intromisión a su jurisdicción canónica.
El 11 de octubre de 2023, por decisión del Santo Sínodo del Patriarcado de Moscú, según la petición presentada, fue destituido de la dirección del Exarcado Patriarcal de África con expresión de agradecimiento por el trabajo realizado y con la retención de gestión temporal de la Diócesis Ereván-Armenia.